# Emma Myers
Emma Elizabeth Myers (Orlando, 2 de abril de 2002), é uma atriz norte-americana. Ela começou sua carreira como atriz mirim em 2010, quando apareceu em The Glades. Ela estrelou a série de comédia de terror Wednesday (2022) e o filme de comédia Family Switch (2023), ambos para Netflix.

## Início de vida
Emma Myers nasceu em 2 de abril de 2002 em Orlando, Flórida, filha de Nicole e Jeremy Myers. Ela tem três irmãs e é a segunda mais velha entre elas. Frequentou uma cooperativa de educação domiciliar e, em suas próprias palavras, “nunca teve uma experiência escolar tradicional”. Por parte de mãe, ela é de ascendência grega.

## Carreira
Myers começou sua carreira de atriz infantil em 2010, fazendo sua estreia na série de TV The Glades. Ela começou a atuar profissionalmente aos 16 anos. Myers apareceu em A Taste of Christmas (2020) e Girl in the Basement (2021).
Em 2022, ela teve seu papel de destaque, estrelando na série Netflix, Wednesday, como Enid Sinclair, uma lobisomem de floração tardia e colega de quarto de Wednesday Addams (interpretada por Jenna Ortega). Ela também apareceu em Southern Gospel (2023).
Myers também estrela o filme de comédia da Netflix Family Switch ao lado de Jennifer Garner, Ed Helms e Brady Noon, e está definido para interpretar a personagem principal Pippa Fitz-Amobi na adaptação televisiva do romance de mistério e assassinato A Good Girl's Guide to Murder.

## Vida pessoal
Myers é fã de K-pop, especificamente do grupo Seventeen.
Em uma entrevista de 2022 para a Teen Vogue, foi afirmado que os fandoms de The Lord of the Rings e Star Wars eram "dois pilares fantásticos do fandom online que moldaram a maneira como Emma via o mundo". Myers se descreve como introvertida.

## Filmografia

### Filmes
| Ano  | Titulo            | Papel                    | Notas          | Ref.   |
| ---- | ----------------- | ------------------------ | -------------- | ------ |
| 2010 | Letters to God    | Garota no ônibus escolar | Não creditada  |        |
| 2010 | Crooked           | Garota na academia       | Curta-metragem |        |
| 2020 | Deathless         | Mavis Nebick             | Curta-metragem |        |
| 2023 | Southern Gospel   | Angie Blackburn          |                |        |
| 2023 | Family Switch     | CC Walker                |                |        |
| 2025 | A Minecraft Movie | Natalie                  |                | [ 14 ] |

### Séries
| Ano           | Titulo                        | Papel                  | Notas                                 | Ref.   |
| ------------- | ----------------------------- | ---------------------- | ------------------------------------- | ------ |
| 2010          | The Glades                    | Paige Slayton          | Episódio: "The Girlfriend Experience" | [ 1 ]  |
| 2020          | The Baker and the Beauty      | Stephanie              | Episódio: "Pilot"                     |        |
| 2020          | Dead of Night                 | A garota da Magnólia   | 2 episódios                           |        |
| 2020          | A Taste of Christmas          | BeeBee Jordan          | Filme para televisão                  | [ 7 ]  |
| 2021          | Girl in the Basement          | Marie Cody             | Filme para televisão                  | [ 7 ]  |
| 2022–presente | Wednesday                     | Enid Sinclair          | Papel principal                       | [ 8 ]  |
| 2024          | A Good Girl's Guide to Murder | Pippa "Pip" Fitz-Amobi | Papel principal                       | [ 12 ] |